# Kinyongia tenuis

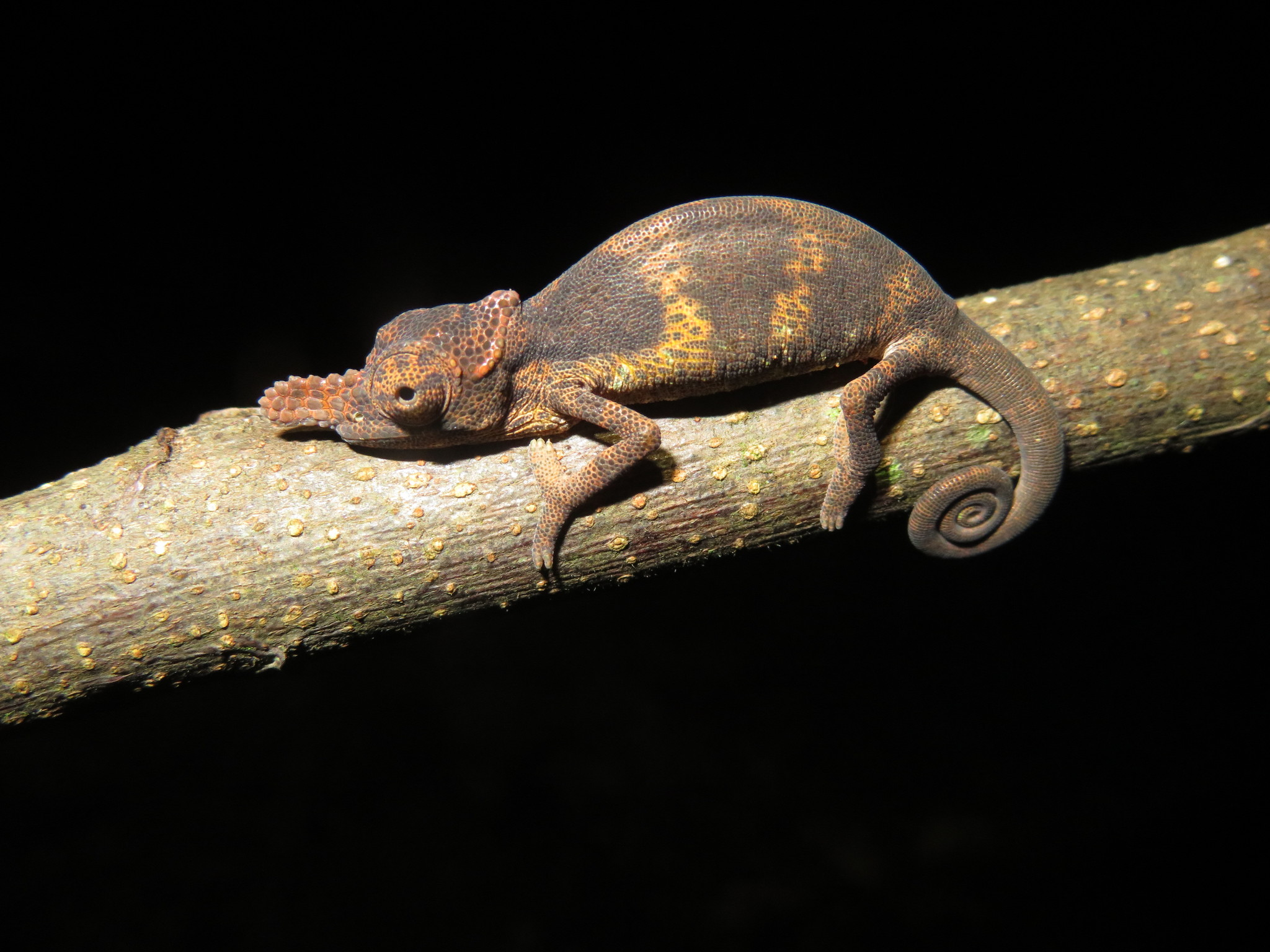
Kinyongia tenuis

Kinyongia tenuis — вид ігуаноподібних ящірок родини хамелеонових (Chamaeleonidae). Мешкає в Кенії і Танзанії.

## Поширення і екологія
Kinyongia tenuis мешкають в горах Східної Усамбари та на горі Магротто на північному сході Танзанії, а також в горах Шимба на південному сході Кенії. Вони живуть у вологих гірських тропічних лісах, трапляються в деградованих лісах. Зустрічаються на висоті від 100 до 1400 м над рівнем моря.

## Збереження
МСОП класифікує цей вид як такий, що перебуває під загрозою зникнення. Kinyongia tenuis загрожує знищення природного середовища.